# Edinburg (Illinois)
Edinburg és una població dels Estats Units a l'estat d'Illinois. Segons el cens del 2000 tenia 1.135 habitants.

## Demografia
Segons el cens del 2000, Edinburg tenia 1.135 habitants, 484 habitatges, i 336 famílies. La densitat de població era de 755,6 habitants/km².
Dels 484 habitatges en un 29,3% hi vivien nens de menys de 18 anys, en un 53,5% hi vivien parelles casades, en un 12% dones solteres, i en un 30,4% no eren unitats familiars. En el 27,9% dels habitatges hi vivien persones soles el 12,4% de les quals corresponia a persones de 65 anys o més que vivien soles. El nombre mitjà de persones vivint en cada habitatge era de 2,35 i el nombre mitjà de persones que vivien en cada família era de 2,8.
Per edats la població es repartia de la següent manera: un 23,7% tenia menys de 18 anys, un 8,5% entre 18 i 24, un 26,4% entre 25 i 44, un 25% de 45 a 60 i un 16,4% 65 anys o més.
L'edat mediana era de 39 anys. Per cada 100 dones de 18 o més anys hi havia 85,8 homes.
La renda mediana per habitatge era de 37.788 $ i la renda mediana per família de 42.667 $. Els homes tenien una renda mediana de 31.065 $ mentre que les dones 24.286 $. La renda per capita de la població era de 18.243 $. Aproximadament el 5,6% de les famílies i el 8,5% de la població estaven per davall del llindar de pobresa.

## Poblacions més properes
El següent diagrama mostra les poblacions més properes.